# NieA 7
NieA_7 (яп. ニアアンダーセブン Ниа Анда: Сэбун, русск. неоф. «Ния под_семёркой»), также NieA under 7, — аниме-сериал, выпущенный студией Triangle Staff на основе додзинси Ёситоси Абэ, опубликованном издательством Kadokawa Shoten. Режиссёром выступил Томокадзу Токоро. Сериал показывался на телеканале TV Tokyo c 26 апреля по 19 июля 2000 года. Одноимённая манга была нарисована Ёситоси Абэ.

## Сюжет
Сериал повествует о жизни бедной студентки Маюко, снимающей комнату в японской бане, и малолетней инопланетянке Ние, живущей за её счёт. В аниме ненавязчиво поднимаются проблемы дискриминации, одиночества, взаимоотношений людей из небольших городов с жителями мегаполиса и взаимопонимания людей с разными мировоззрениями. Общество Японии, показанное в сериале, свыклось с инопланетянами настолько, что не считает их чем-то удивительным. Их положение сходно с положением обычных иммигрантов, а корабль, на котором они прибыли, стал обычной деталью пейзажа. Внешне они отличаются от землян только антеннами разных конфигураций на головах и формой ушей.

## Основные персонажи
Маюко Тигасаки (яп. 茅ヶ崎まゆ子) — молодая абитуриентка подготовительных курсов, живущая в пригороде, вдали от семьи. Склонна к меланхолии. Вынуждена самостоятельно зарабатывать себе на жизнь, работая в кафе и развозя газеты по утрам. Когда она была ребёнком баня принадлежала их семье, но о прошлом она вспоминает редко, с головой погрузившись в работу и учёбу. Она силится вспомнить лицо покойного отца, что за царапины нанесены в бане в коридоре и даже не сразу узнаёт Гэндзо. Ближе к концу она впадает в депрессию из-за жизненных неурядиц и выматывающей работы, а также собственной замкнутости. В себя её приводит рассказ Гэндзо о ней самой в детстве, старые фотографии и размышления о Ние. К концу она меняется, у неё появляется философский взгляд на вещи.
Сэйю: Аяко Кавасуми
Ния (яп. ニア, англ. NieA) — представитель более низкого класса по отношению к другим инопланетянам («под семёркой»), так как у неё нет антенны на голове. В конце, когда она пропадает, чиновник даже заявляет Маюко, что у них нет данных о «неполноценных седьмых», а классификация заканчивается на «неполноценных пятых». Она живет с Маюко и строит летающие тарелки из мусора. У неё беззаботный характер, она ленива и безответственна, что проявляется в её нежелании делать что бы то ни было, кроме как пропадать на окрестных свалках и тому, насколько бесцеремонно она требует у Маюку добытую тяжёлым трудом пищу. Однако её нельзя назвать бездушной, так как она старается помочь Маюко как может: покупает подарок с выручки за хлам, предлагает помощь когда она собирается на вечеринку. Исчезновение корабля и смежные события ненадолго изменяют её.
Сэйю: Юко Миямура
Тиаки Комацу (яп. 小松ちあ紀) — Имя персонажа было позаимствовано у сценариста «Экспериментов Лэйн» Тиаки Конака. Сокурсница Маюко. Страстный любитель НЛО. Единственная, кто посчитал талант Нии к собиранию летающих тарелок чем-то выдающимся. Как только она видит что-то интересное, сразу стремится поделиться этим с помощью персонального сайта, быстро набирая на клавиатуре. Весёлая, легко увлекающаяся, странноватая девушка.
Сэйю: Фумико Орикаса
Гэндзо Сомэя (яп. 染谷源蔵) — Друг детства Маюко. Медлительный, неразговорчивый парень. Неравнодушен к Маюко. Носит причёску с дрэдами. Часто передаёт мешки с рисом для Маюко от своего отца. В детстве они с Маюко дружили, та часто утешала его выдуманными ею самой историями.
Сэйю: Акира Окамори
Сюхэй Карита (яп. 狩田修平) — Владелец небольшого ресторана «Европейский ресторан Карита». Отец Тиэ. Несобранный, но добродушный человек. Назвал ресторан в честь дочери.
Сэйю: Ходзуми Года
Тиэ Карита (яп. 狩田智絵) — Смышлёная и самостоятельная ученица начальной школы. Помогает своему отцу в ресторане. Порой бывает излишне прямолинейна. Тепло относится к Маюко.
Сэйю: Мари Огасавара
Котоми Хияма (яп. 樋山言実) — Владелица бани в Энохане. Человек действия, волевой и решительный. Постоянно старается повысить рентабельность бани. Работает на двух работах.
Сэйю: Руми Отиай
Нэндзи Ёсиока (яп. 吉岡稔持) — Кочегар. Работает в бане. Любит всё сжигать. Немного влюблён в Котоми.
Сэйю: Такаюки Суго
Карна (яп. カーナ) — Комический персонаж. Официантка из ресторана «Китайский мельник». Очень пылкая, мстительная и несдержанная натура, часто выходит из себя. На собраниях инопланетян тщетно пытается добиться от других борьбы за права инопланетян. Её эго завышено до состояния гротеска, она считает себя занимающей значащее место в той же иерархии, в которой Ния занимает место «недо-седьмой». Чаще всего конфликрует с Нией.
Сэйю: Томоко Каваками
Тяда (яп. チャダ) — Комический персонаж. Представляет собой пародию на стереотипы об иностранцах, в частности, индуса. Часто поступает нелепо. Периодически собирает под крышей своего магазина с закусочной несколько местных инопланетян, в том числе Нию. Девочка ходит на эти встречи только чтобы бесплатно поесть, как и остальные, а Чада использует их для дегустации блюд. Поначалу его персона вызывает у Маюко страх, после — отвращение.
Сэйю: Аллан Синту

## Список серий
1. Alien & Launching UFO Bath
Маюко ждёт на остановке допоздна чтобы купить японскую свинину со скидкой. Дома она соглашается угостить Нию в обмен на баллон с бытовым газом. Бракованный баллон взрывается. С утра девушке нечего есть на завтрак и она опаздывает на занятия из-за того, что Ния её не разбудила. Ния бежит вслед за Маюко до остановки, требуя еду. После занятий Маюко общается с Тиаки, представляет ей Нию, и ведёт домой. Там девочка катает сокурсницу на самодельном НЛО, с питанием от сети. Аппарат взрывается, пробивая дыру в крыше.
2. Alien & Violence Cosmic Bath
Котоми после заседания посылает Маюко, Нию и Ёсиоко в кратер, в котором, по слухам, есть горючее. Там на Маюко нападает плотоядное растение, её спасает Есиоко. Баню топят с найденным топливом и ароматными останками растения. На следующий день растения в бане дают побеги, вся выгода от использования «космической бани» уходит на ремонт.
3. Alien & Radio Noise Bath
Чада приходит с утра, невольно пугает Маюко и приглашает Нию на встречу инопланетян. Там она повздорила с Карной, а та вспылила и вывернула на всех большую кастрюлю карри. Отмываются все в бане Эноханы.
4. Alien & Beginner Waitress Bath
Ния в отместку ест в «Китайском мельнике» за счёт Карны. Дома Маюко обнаруживает съеденный соседкой запас лакомства. Гэндзо впервые приносит рис для Маюко, но находит её только в ресторанчике. Карна уже там и, как только в предвкушении бесплатной еды приходит Ния, устраивает скандал. Ей делают замечание, и она уходит.
5. Alien & Dried Up Amusements Bath
Котоми встревожена убытками и на заседании отправляет своих сотрудников за старыми игровыми автоматами, решив устроить турнир-рекламную акцию между посетителями и сотрудниками. Вместо взрослых приходят одни дети. До финала доходит Ти, но проигрывает бабушке-кассирше. Выгоды вновь не получилось, так как автоматы потребляют много электричества.
6. Alien & Rival Hot Spring Bath
Маюко разгружает соседнюю комнату для улучшения вентиляции в жару. Котоми узнаёт о конкурирующей бане, открывшейся в кратере и отправляет Маюко, Нию, Гэндзо и Тиаки на разведку. Баню открыл Тяда, но по незнанию использовал в качестве фирменного атрибута листья конопли. Из-за этого власти закрывают его баню, а сам он чудом избегает ареста.
7. Mothership, Go-Con & Cloudy Skies Bath
Ния впервые слышит сигнал корабля, мастеря НЛО на крыше. Маюко вызвали в ресторан в выходной, так как Сюхэй неосмотрительно принял слишком большой заказ. Тиаки приглашает Маюко на вечеринку. Размышляя весь день, она впадает в депрессию, и вечером даёт отказ, срывается на Нии и не обращает внимание, когда та рассказывает о странных звуках от корабля.
8. Melancholy & Cast-Off Summer Bath
Ния просыпается, скатившись кубарем с крыши, провожает молчаливую и подавленную Маюко и получает приглашение на очередную встречу от Тяды. Маюко пытается наладить отношения с Нией и выйти из своего состояния, но всё только усугубляется. Ния не встретила понимания у других инопланетян: сигналов никто кроме неё не слышал, ей не верят. Она вновь ночует на крыше.
9. Close Encounter & After The Rain Bath
Маюко берёт выходной и принимает в гостях Гэндзо, который освежает в её памяти воспоминания детства. Ния, подобно сталкеру, пробирается на территорию падения корабля пришельцев за хламом. Вблизи корабля она вновь принимает сигнал. На вырученные за мусор деньги она в подарок Маюко покупает конструктор, который посчитала съедобным, поняв буквально рекламу. Девочка списала состояние той на последствия недоедания. Вечером она сама приходит в уныние, не в состоянии понять значение послания «прощайте».
10. Glow Of The Firefly & Nocturne Bath
Маюко проводит день в магазине и посещает супермаркет с Ти. Ния расшифровывает сигнал и пропадает.
11. NieA_7 Bath (Former Part)
Маюко узнаёт, что владелица бани рассматривает возможность продажи бани, размышляет о Ние и скучает по ней.
12. NieA_7 Bath (LatterPart)
Рабочие начинают ремонт крыши. Маюко обращается в учреждение учёта инопланетян. Нии нет уже неделю. Посылка от матери освежает память Маюко о доме и отце. Ния вернулась. Во время бури Ния и Маюко ссорятся на крыше, удерживая тент над дырой. Ния вновь замирает, глядя на корабль, а тот внезапно растворяется. Она тихо произносит: «Прощай. Ещё увидимся».
13. Time Flows By In Enohana Bath
Серия начинается с иронично-философского вступления с упрощённой анимацией, в котором переодетая Ния обманула неудачливого артиста-инопланенянина, но поделилась с ним несколькими измышлениями на счёт классов инопланетян. Наступила осень. Ния вновь преследует Маюко, требуя еду. Тиаки опечалена тем, что плохо засняла кончину корабля. Ния крадёт казан для карри у Тяда. В конце всё повторяется: Ния во второй раз взрывает крышу самодельной летающей тарелкой.